# Cemocotyle borinquenensis
Cemocotyle borinquenensis är en plattmaskart. Cemocotyle borinquenensis ingår i släktet Cemocotyle och familjen Cemocotylidae. Inga underarter finns listade i Catalogue of Life.